# Cristóvão de Figueiredo
Cristóvão de Figueiredo (Portugal, ? - c.1543) foi um pintor português do Renascimento da primeira metade do século XVI, examinador do ofício e pintor do infante-cardeal Afonso de Portugal (1509–1540), filho do rei D. Manuel I e irmão de D. João III.
Ignoram-se os locais do seu nascimento e da sua morte. A sua vida e a sua atividade artística encontra-se, porém, documentadas de 1515 a 1543. Casado com Ana Pires, filha do mestre régio das obras de carpintaria Pero Anes e de Beatriz Afonso, teve um filho chamado Pedro de Figueiredo, moço de câmara do infante D. Afonso; era cunhado de Isabel Pires, mulher do arquiteto francês João de Ruão.

## Vida e Obra
De uma Escritura de “Renunciação e Encampação” de um emprazamento em três vidas com data de 11 de Junho de 1543, documento esse que foi encontrado por João de Lacerda ficou a conhecer-se a vida e obra de Cristóvão de Figueiredo.
Foi aluno da oficina lisboeta, orientada por Jorge Afonso, pintor régio de D. Manuel I, onde passaram numerosos artistas alguns dos quais constituíram uma segunda geração de pintores que viria a alcançar grande importância.
Tinha oficina e morava em Lisboa, na Rua da Mangalassa, na freguesia de Santa Justa. Existe documentação que se encontrava nesta cidade em 1515 e por ocasião da peste de 1518-19. Esteve posteriormente em Coimbra no ano de 1530, em Lamego em 1533-1534, e novamente em Lisboa a partir de 1538.
Como desenhista, trabalhou para o rei D. João III e fez esboços de painéis que haviam de ser pintados por outros artistas, como é de crer que tenha acontecido com os do retábulo do altar-mor da Igreja de Valdigem, encomendado ao pintor Bastião Afonso.
Trabalhou como examinador de pintores em 1515. Cerca de 1518-19 trabalhou nas obras para a Relação de Lisboa sob a chefia de Francisco Henriques, juntamente com André Gonçalves, Gaspar Vaz, Gregório Lopes, Garcia Fernandes, entre outros artistas, entre os quais sete pintores flamengos.
Entre 1522 e 1533, por encomenda do rei D. Manuel I, trabalha na pintura do Políptico do Mosteiro de Santa Cruz da capela-mor do Mosteiro de Santa Cruz em Coimbra, que lhe foi atribuído primeiro por Teixeira de Carvalho, com base numa carta de Gregório Lourenço, vedor das obras do mosteiro, que, em 19 de março de 1522, escreve a D. João III e, entre outras coisas, faz-lhe saber que o retábulo grande da capela mor, já concluído na parte da marcenaria, precisa de ser pintado.
A 20 de maio do mesmo ano, o rei, recomendando que se acabem algumas obras do mosteiro e se façam outras, menciona a pintura do referido retábulo. Em 07 de outubro de 1530, Cristóvão de Figueiredo estava em Coimbra, possivelmente a trabalhar no retábulo, visto que assina como testemunha, na casa do Conselho de Santa Cruz, um contrato entre o Padre Frei Brás, governador do Mosteiro, e o arquiteto francês Hodart, para execução do passo da Ceia de Cristo.
Dos seus quadros neste retábulo, de que foi entalhador Francisco Lorete, destacam-se A Deposição de Cristo no Túmulo, A Invenção da Cruz, Ecce Homo e Milagre da Ressurreição do Mancebo. Há diversas características destas obras que levam a supor que foram realizadas em parceria.
O retábulo foi apeado no início do século XVII quando foi substituído pelo novo retábulo maneirista do escultor Bernardo Coelho e dos pintores Simão Rodrigues e Domingos Vieira Serrão. Deste retábulo de Cristóvão de Figueiredo subsistem outras tábuas na sacristia do cenóbio crúzio e no Museu Machado de Castro.
Trabalhou ainda, durante o ano de 1533, em Lamego. Em 31 de outubro de 1533 assinou, como testemunha, uma procuração que o rev. António Lopes, camareiro do bispo D. Fernando de Meneses Coutinho e Vasconcelos, fez a Jorge Alvares, feitor de sua senhoria. Este é o mais antigo documento conhecido em que o artista se intitula pintor do infante cardeal.
No mês seguinte, a 27 de novembro de 1533, no paço episcopal de Lamego, assina com o Padre Frei Francisco de Vila-Viçosa, guardião do Mosteiro de Ferreirim, e de acordo com o que antes ficara estabelecido perante o infante D. Fernando, um contrato para execução de três retábulos destinados à igreja daquele mosteiro franciscano, conforme desenhos que fizera e outras obras que realizara com o seu parceiro Garcia Fernandes. Por uma procuração, feita igualmente em Lamego aos 22 de abril de 1534, sabe-se, porém, que na execução dos referidos retábulos colaboraram igualmente Garcia Fernandes e o pintor régio Gregório Lopes, tendo este grupo sido apelidado por Luís Reis-Santos de "Mestres de Ferreirim".
Dos retábulos iniciais destinados à igreja de Santo António de Ferreirim apenas subsistem dois compostos por quatro tábuas cada inicialmente destinadas aos altares colaterais, e que se encontram distribuídas por duas séries, cuja reconstituição conjetural foi recentemente ensaiada por Fernando António B. Pereira. Uma diz respeito à vida da Virgem e deste ciclo fazem parte os seguintes temas: Anunciação, Natividade, Dormição da Virgem e Assunção da Virgem. O outro retábulo representa temas da Paixão de Cristo: Caminho para o Calvário, Crucificação, (tábuas bastante danificadas por um incêndio), Pranto sobre Cristo morto e Ressurreição de Cristo.
Conforme refere Luís Alberto Casimiro:
"as pinturas, que ainda permanecem na mesma igreja embora deslocadas do seu lugar de origem, refletem uma maior sensibilidade às fórmulas italianas e grande coerência e unidade apesar de serem o resultado de um trabalho de parceria entre artistas com linguagens plásticas diversificadas. Tal constatação evidencia não só a grande qualidade dos artistas intervenientes como a sua formação comum." 
No primeiro trimestre de 1538, Cristóvão de Figueiredo compromete-se, perante a Mesa da Consciência e Ordens, a acabar o retábulo do Infante Santo, que a rainha D. Leonor, viúva de D. João II, mandara fazer para o Mosteiro da Batalha. Em agosto de 1539 já esse retábulo estava concluído.
Trabalhou a mando do cardeal-infante D. Afonso e celebrizou-se por pintar quadros sacros ricos em colorido e dramatismo. Influenciado pelas correntes estéticas florentinas e flamengas, trouxe para a pintura portuguesa uma opulência inusitada. Especializou-se na reconstituição dos passos da Paixão, onde os rostos ganham expressividade notável.

## Exposição
Em 1940 foi feita uma “Exposição de Os Primitivos Portugueses” realizada em Lisboa e ai foram atribuídos a Cristóvão de Figueiredo os painéis: Calvário, da Igreja de Santa Cruz de Coimbra; Achamento da Cruz pela Rainha Santa Helena; O Imperador Heraclito, levando para Jerusalém a Verdadeira Cruz, ou Exaltação da Cruz, ambos do Museu Machado de Castro, de Coimbra, A Deposição de Cristo no Túmulo, do Museu Nacional de Arte Antiga de Lisboa; Tríptico da Igreja de Nossa Senhora do Pébulo, das Caldas da Rainha; Martírio de Santo André, Martírio de Santo Hipólito, e dois pequenos trípticos tendo ao centro o Calvário que pertencem ao Museu de Arte Antiga em Lisboa bem como do mesmo Museu O Menino Jesus entre os Doutores.

## Obras

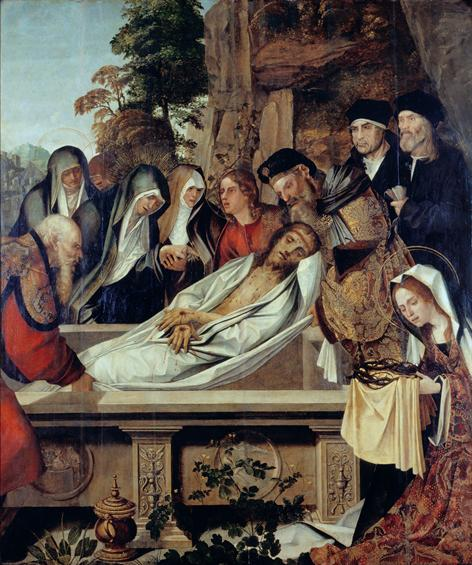
Deposição no Túmulo - Museu Nacional de Arte Antiga
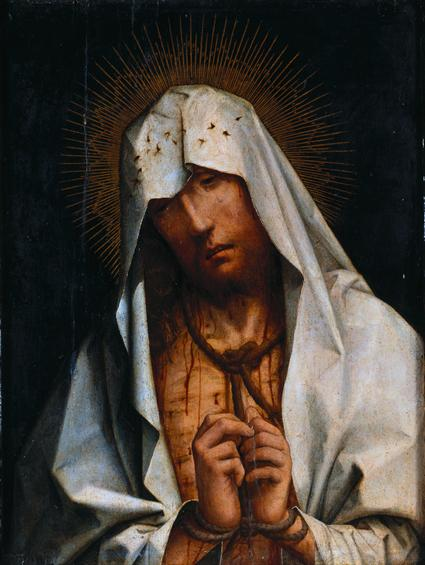
"Ecce Homo" - Museu Nacional de Arte Antiga
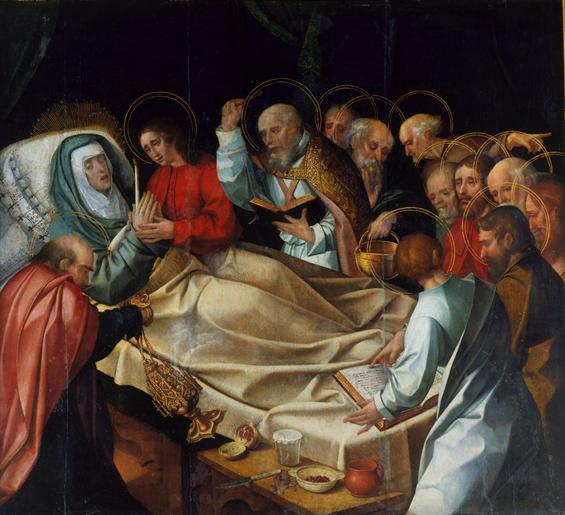
Trânsito da Virgem - Museu Nacional de Arte Antiga
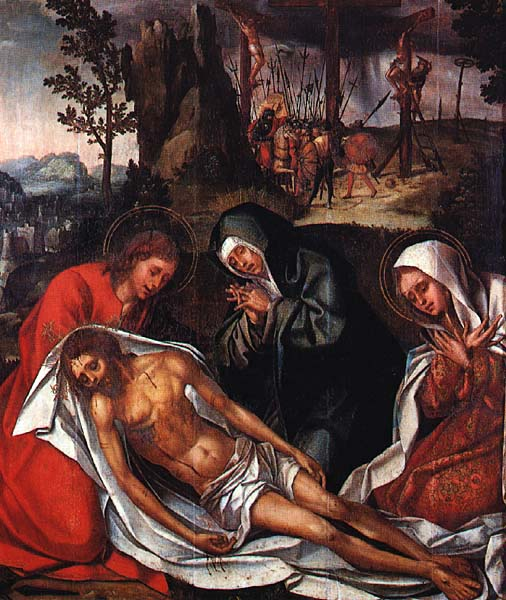
"Cristo deposto da cruz" - Patriarcado de Lisboa
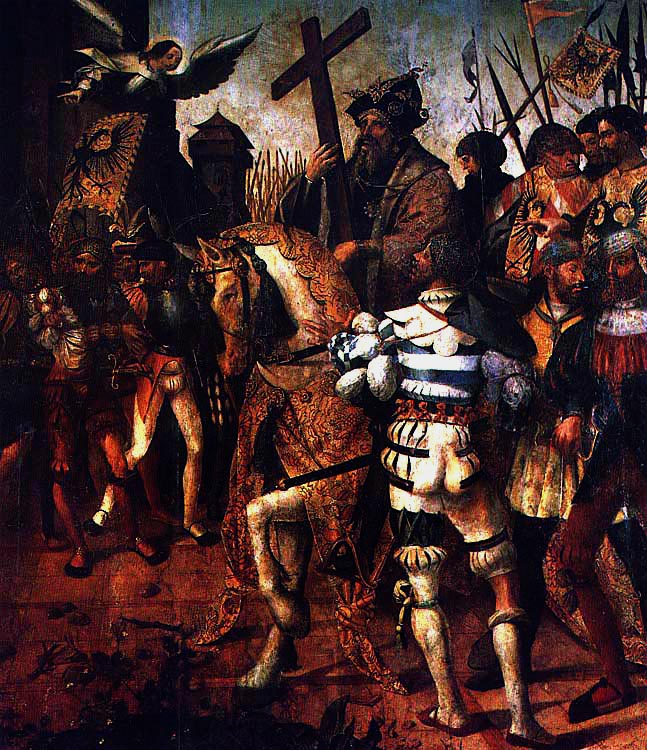
Exaltação da Santa Cruz - Museu Nacional de Machado de Castro
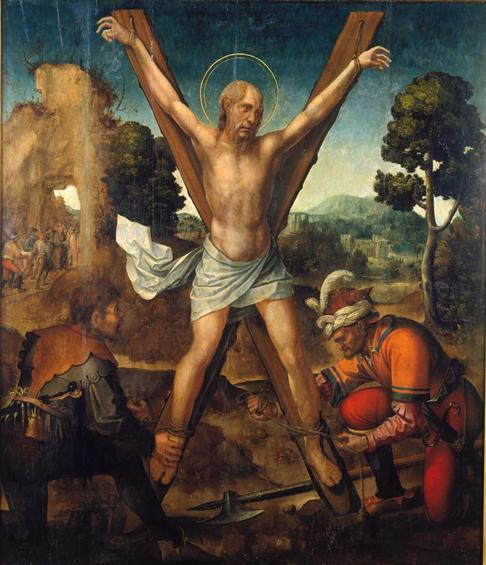
"Martírio de Santo André" - Museu Nacional de Arte Antiga
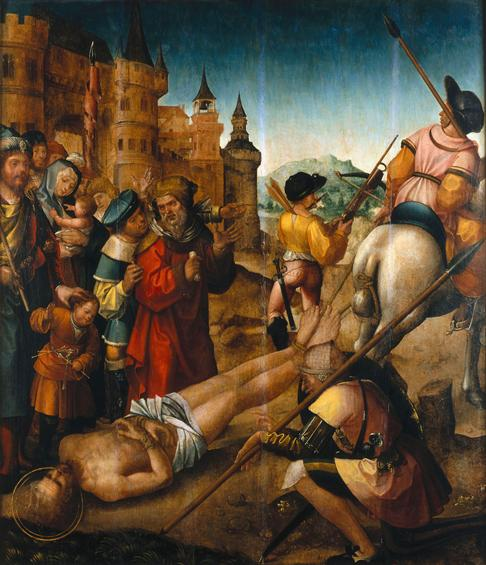
"Martírio de Santo Hipólito" - Museu Nacional de Arte Antiga
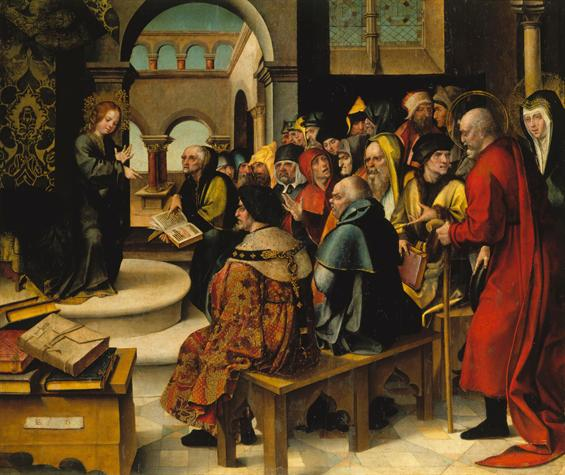
"Menino Jesus entre os Doutores" - Museu Nacional de Arte Antiga
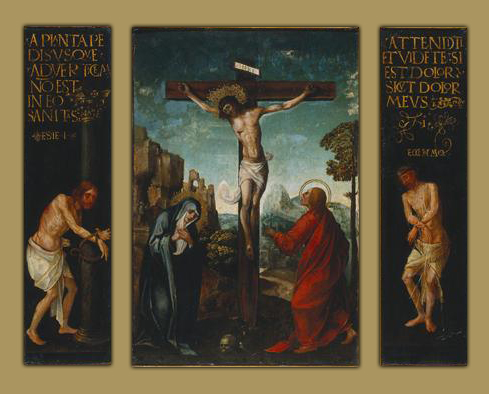
"Tríptico da Paixão de Cristo" - Museu Nacional de Arte Antiga
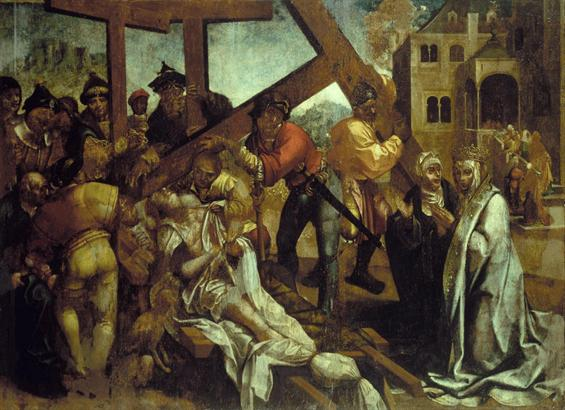
Milagre da Ressurreição do Mancebo - Museu Nacional Machado de Castro
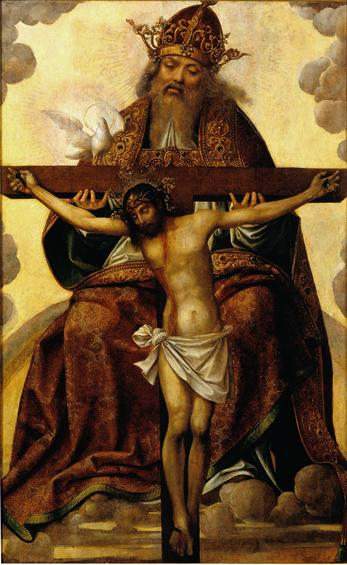
"Santíssima Trindade" - Museu Nacional Soares dos Reis